# Dominik Krieger
Dominik Krieger (Herrenberg, Baden-Württemberg, 25 de juny de 1968) va ser un ciclista alemany, que fou professional entre 1989 i 1994.

## Palmarès
- 1988:
  - Vencedor d'una etapa al Tour de la CEE
- 1989: 
  - 1r a la Volta a Colònia amateur
  - Vencedor d'una etapa al Gran Premi Guillem Tell
- 1992: 
  - 1r al Gran Premi Telekom (amb Tony Rominger)

### Resultats al Tour de França
- 1991. 63è de la classificació general
- 1992. 53è de la classificació general

### Resultats al Giro d'Itàlia
- 1994. 93è de la classificació general